# Loubens (Ariège)
Loubens é uma comuna francesa na região administrativa de Occitânia, no departamento de Ariège.